# フィロメナ・バレンティン・アントニン
フィロメナ・バレンティン・アントニン（仏: Philomena Valentine Antonine、フランス語カナ表記としてはフィロメナ・ヴァランティーヌ・アントニーヌが正しい、1861年 - 1951年7月28日）は、明治から昭和にかけて日本で活動したカトリック教会の修道女。フランス、ロワール県セルニ市出身。ソール・アントニンと呼ばれることもある（ソールは修道尼の尊称）。

## 経歴
1861年、フランス、ロワール県に生まれる。両親は敬虔なカトリック信徒であった。16歳の時に幼きイエズス会の修道女となり、師範学校を卒業。1886年に日本へ渡った。岡山女学校（現在のノートルダム清心女子大学）の教師として4年間を岡山で過ごした後、神戸へ移住。当時神戸で唯一の棄児・孤児保護施設であった、幼きイエズス会運営の真光女学校付属の女子教育院（神戸外国人居留地41番地）で孤児の世話を始めた。
1915年、女子教育院を聖家族幼稚園と改称して施設を新築移転した。真光女学校の運営にも携わるようになり、1924年から1935年にかけて同校を神戸女子和洋技芸学校、聖家族女学院、聖家族高等女学校と改め、聖家族女学院の院長、聖家族高等女学校の理事長を務めた。太平洋戦争中に空襲により施設のすべてを失い、1946年に聖家族高等女学校の経営を譲渡。聖家族高等女学校は現在神戸海星女子学院中学校・高等学校として存続している。アントニンは神戸市灘区の教会で孤児の世話を続けたが間もなく断念し、教育・福祉活動から完全に退き、聖マリア女学院で余生を過ごした。
1951年7月28日に死去。春日野外国人墓地に埋葬され、後に宝塚市にある幼きイエズス会の納骨堂に改葬された。その生涯において世話をした孤児は数百人を数えるといわれている。アントニン自身が孤児たちに信仰の道を勧めることはなかったが、数人が修道女となった。